# 新巴43X線
新巴43X線是香港一條已取消的巴士路線，來往華貴邨及灣仔（會展）。

## 歷史
- 1993年8月17日：本線投入服務，來往中環（交易廣場）至華貴。初期只於平日早上至黃昏提供服務，以普通巴士行走，假日不設服務，並繞經摩理臣山道及禮頓道，當時路線牌以黃底紅字顯示。
- 1997年4月13日：與543線合併，並設假日服務及派出空調巴士行走，往華貴方向改由堅拿道天橋直入香港仔隧道，往中環方向改經天樂里、軒尼詩道及杜老誌道。
- 1997年12月22日：配合田灣邨重建落成，本線繞經該處。
- 1998年9月1日：中巴專營權結束，本線由新巴接辦至今。
- 2000年4月2日：本線與43線重組，本線縮短至金鐘（東），同時減收全程車費。
- 2003年：香港爆發非典型肺炎，本線被削減班次，直至疫情受控才逐漸恢復。
- 2004年12月19日：配合南區路線重組，改經薄扶林道、士美非路及堅尼地城，不再途經田灣、香港仔、黃竹坑、香港仔隧道及灣仔，而舊有的服務範圍由70M延長至華貴取代[1]。
- 2008年6月8日：配合新巴路線加價，本線全程車費調整至$5.8。
- 2010年4月17日：配合新巴46X線縮減至平日早上服務，平日09:00後及假日全日延長至灣仔（會展），並改為循環運作，來回程繞經田灣邨而不再停靠金鐘，平日09:00前時段則行車路線維持不變。由華貴開出的尾班車亦同時延長至23:20[2]。此外，本線的路線牌亦改為紫底白字顯示。
- 2011年10月17日：配合添馬艦發展工程完成，本線改經添美道、龍匯道、分域碼頭街、港灣道、菲林明道、會議道並增設龍匯道近中信大廈及港灣道近香港會議展覽中心分站，平日上午繁忙時間往返金鐘的服務則維持不變[3]。
- 2012年2月15日：本線往灣仔方向增設夏慤道近新政府總部分站[4]。
- 2015年5月17日：配合港鐵西港島綫通車而作出的巴士路線重組計劃，本線停止服務[5]。

## 服務時間及班次
| 華貴邨開         | 華貴邨開    | 華貴邨開     | 華貴邨開          | 灣仔（會展）／金鐘站開 | 灣仔（會展）／金鐘站開 | 灣仔（會展）／金鐘站開 | 灣仔（會展）／金鐘站開 |
| 日期             | 服務時間    | 班次（分鐘） | 終點站及 運作模式 | 日期                   | 服務時間               | 班次（分鐘）           | 起點站及 運作模式      |
| ---------------- | ----------- | ------------ | ----------------- | ---------------------- | ---------------------- | ---------------------- | ---------------------- |
| 星期一至六       | 06:30-08:50 | 20           | 金鐘站 來回線     | 星期一至六             | 07:25-09:25            | 30                     | 金鐘站 來回線          |
| 星期一至六       | 09:10-19:50 | 20           | 灣仔 循環線       | 星期一至六             | 09:40                  | 09:40                  | 金鐘站 來回線          |
| 星期一至六       | 19:50-23:20 | 30           | 灣仔 循環線       | 星期一至六             | （約）09:55-20:35      | 20                     | 灣仔 循環線            |
|                  |             |              |                   | 星期一至六             | （約）20:35-00:05      | 30                     | 灣仔 循環線            |
| 星期日及公眾假期 | 06:50-19:50 | 20           | 灣仔 循環線       | 星期日及公眾假期       | （約）07:35-20:35      | 20                     | 灣仔 循環線            |
| 星期日及公眾假期 | 19:50-23:20 | 30           | 灣仔 循環線       | 星期日及公眾假期       | （約）20:35-00:05      | 30                     | 灣仔 循環線            |

## 收費
全程：$5.8
- 瑪麗醫院往灣仔（會展）／金鐘站：$5.1
- 爹核士街往灣仔（會展）／金鐘站：$3.6
- 港澳碼頭往華貴邨／金鐘站：$5.8
- 瑪麗醫院往華貴邨：$4.2
- 華富道往華貴邨：$3.2

| - 本線設有12歲以下小童及65歲或以上長者半價優惠。 - 65歲或以上香港居民使用「樂悠咭」，以及12歲以下合資格殘疾兒童使用「殘疾人士身份」個人八達通繳付車資，均可享有每程$2.0或半價（以較低者為準）的票價優惠；12至64歲合資格殘疾人士使用「殘疾人士身份」個人八達通（包括「樂悠咭」），以及60至64歲香港居民使用「樂悠咭」繳付車資，均可享有每程$2.0或全費（以較低者為準）的票價優惠。 - 65歲或以上長者如使用長者或一般個人八達通繳付車資，則只可享有半價優惠；12至64歲合資格殘疾人士如不使用「殘疾人士身份」個人八達通，以及60至64歲人士如不使用「樂悠咭」繳付車資，必須繳付全費。 - 乘客可以現金或八達通於上車時付款，不設找續。 - 每位成人乘客可免費攜帶最多兩名4歲以下而不佔座位的兒童乘客乘車，超額之4歲以下小童必須繳付小童車費乘車。 - 九龍巴士、城巴及龍運巴士全職員工及家屬（不包括外判職員）可免費乘搭本路線，惟必須拍職員或職員家屬八達通。 - 乘客亦可使用AlipayHK「易乘碼」、支付寶、 WeChatHK／微信支付「搭車碼」、銀聯雲閃付「乘車碼」及BOC Pay「乘車碼」、具有感應式支付功能的VISA、Mastercard及銀聯卡，以及Apple Pay、Google Pay及Samsung Pay流動支付平台繳付車資。使用此支付方式的乘客可享有中途下車之分段收費，以及與其他城巴獨營路線或聯營線城巴班次之轉乘優惠，惟不適用於與非城巴路線之轉乘優惠。使用此支付方式的乘客亦不能享有「公共交通費用補貼計劃」及「長者及合資格殘疾人士公共交通票價優惠計劃」。 |

- 往灣仔方向，由華貴邨至中山紀念公園登車的乘客，若需繼續前往皇后像廣場或之後往華貴邨方向的巴士站，需於香港會議展覽中心站重新繳付車資。

### 八達通轉乘優惠
乘客登上本線後指定時間內以同一張八達通卡在瑪麗醫院轉乘以下路線，或從以下路線登車後指定時間內以同一張八達通卡在瑪麗醫院轉乘本線，次程可獲車資折扣優惠：
43X←→7、71、46X、90B，轉乘時限為90分鐘
- 43X往金鐘／灣仔 → 46X往灣仔，次程可獲$4.4折扣優惠
- 43X往金鐘／灣仔 → 90B往金鐘，次程車資全免
- 7往石排灣或71往黃竹坑 → 43X往華貴邨，次程可獲$3.9折扣優惠
- 46X往田灣邨或90B往海怡半島 → 43X往華貴邨，次程車資全免

43X←→A10
- 43X往金鐘／灣仔 → A10往機場，回贈首程車資，轉乘時限為90分鐘
- A10往鴨脷洲邨 → 43X往華貴邨，次程車資全免，轉乘時限為120分鐘

## 行車路線
常規班次
經：田灣海旁道、石排灣道、田灣街、田灣山道、香港仔海旁道、石排灣道、薄扶林道、士美菲路、科士街、加多近街、吉席街、堅彌地城海旁、德輔道西、水街、干諾道西、干諾道中、民吉街、中環（林士街）巴士總站、民吉街、干諾道中、夏愨道、添美道、龍匯道、分域碼頭街、港灣道、菲林明道、會議道、分域碼頭街、天橋、夏愨道、干諾道中、林士街天橋、干諾道西、嘉安街、德輔道西、堅彌地城海旁、山市街、石山街、士美菲路、薄扶林道、石排灣道、田灣街、田灣山道及田灣海旁道。
上午特別班次
華貴邨開經：田灣海旁道、香港仔海傍道、石排灣道、薄扶林道、士美菲路、科士街、加多近街、吉席街、堅彌地城海旁、德輔道西、水街、干諾道西、干諾道中、民吉街、中環（林士街）巴士總站、民吉街、干諾道中、夏愨道、紅棉路支路、金鐘道、添馬街及德立街。
金鐘站開經：樂禮街、德立街、添馬街、夏愨道、紅棉路支路、琳寶徑、遮打道、昃臣道、干諾道中、林士街天橋、干諾道西、嘉安街、德輔道西、堅彌地城海旁、山市街、石山街、士美菲路、薄扶林道、石排灣道、田灣山道及田灣海旁道。

### 沿線車站

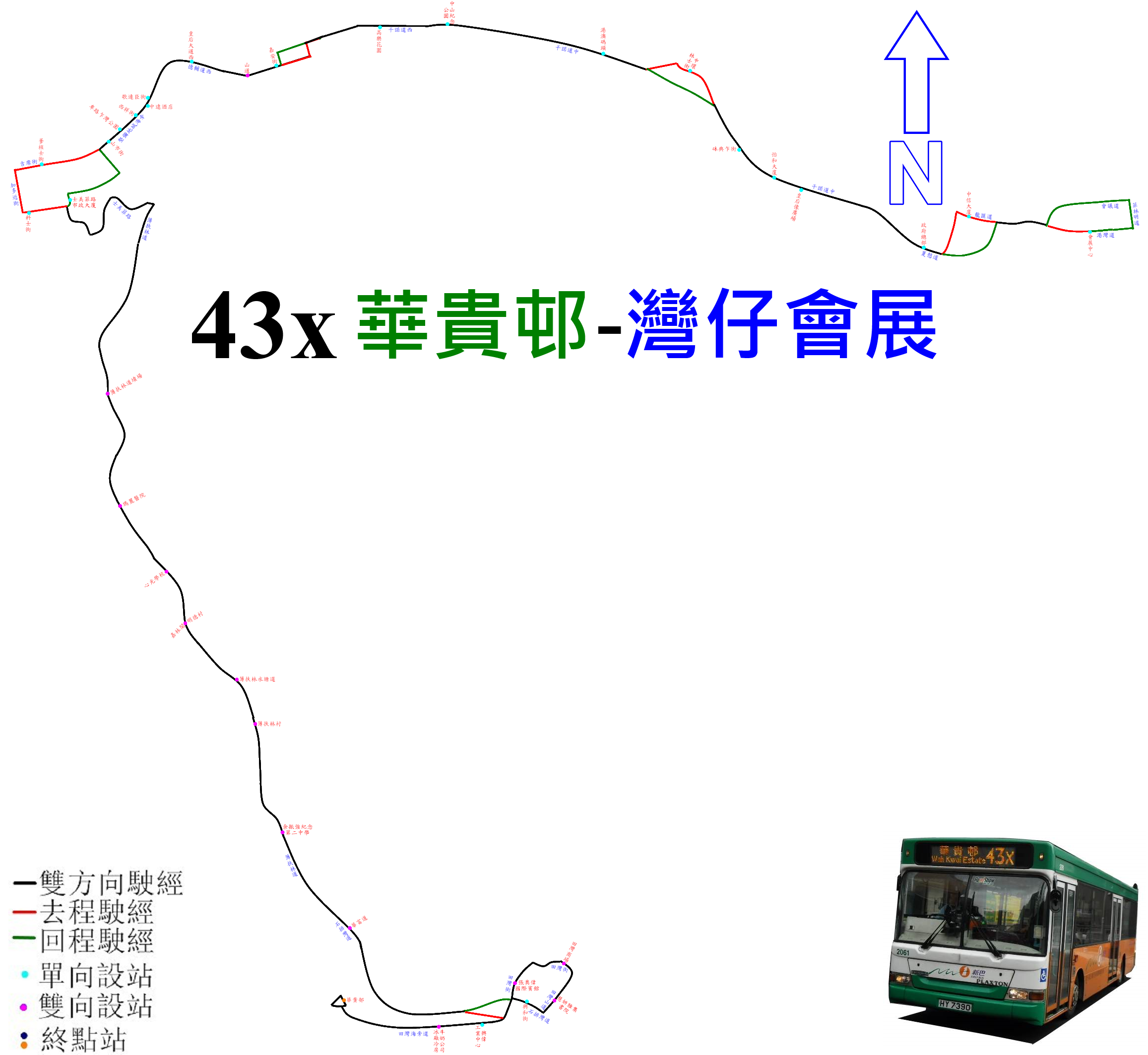
本線常規班次的走線圖

常規班次
| 華貴邨開 | 華貴邨開                       | 華貴邨開               |
| 序號     | 車站名稱                       | 位置                   |
| -------- | ------------------------------ | ---------------------- |
| 1        | 華貴邨                         | 華貴邨巴士總站         |
| 2        | 牛奶公司冰廠及冷房             | 田灣海旁道             |
| 3        | 明愛張奧偉國際賓館             | 田灣街                 |
| 4        | 田灣商場                       | 田灣街                 |
| 5        | 保良局慧妍雅集書院             | 田灣山道               |
| 6        | 華富道                         | 石排灣道               |
| 7        | 余振強紀念第二中學             | 薄扶林道               |
| 8        | 薄扶林村                       | 薄扶林道               |
| 9        | 薄扶林水塘道                   | 薄扶林道               |
| 10       | 嘉林閣                         | 薄扶林道               |
| 11       | 心光學校                       | 薄扶林道               |
| 12       | 瑪麗醫院                       | 薄扶林道               |
| 13       | 香港華人基督教聯會薄扶林道墳場 | 薄扶林道               |
| 14       | 科士街                         | 科士街                 |
| 15       | 爹核士街                       | 吉席街                 |
| 16       | 卑路乍灣公園                   | 堅彌地城海旁           |
| 17       | 西祥街                         | 堅彌地城海旁           |
| 18       | 歌連臣街                       | 堅彌地城海旁           |
| 19       |                                | 德輔道西               |
| 20       | 山道                           | 德輔道西               |
| 21       | 嘉安街                         | 德輔道西               |
| 22       | 中山紀念公園                   | 干諾道西               |
| 23       | 港澳碼頭                       | 干諾道中               |
| 24       | 中環（林士街）                 | 中環（林士街）巴士總站 |
| 25       | 怡和大廈                       | 干諾道中               |
| 26       | 政府總部                       | 夏慤道                 |
| 27       | 中信大廈                       | 龍匯道                 |
| 28       | 香港會議展覽中心               | 港灣道                 |
| 29       | 皇后像廣場                     | 干諾道中               |
| 30       | 砵典乍街                       | 干諾道中               |
| 31       | 高樂花園                       | 干諾道西               |
| 32       | 山道                           | 德輔道西               |
| 33       | 中遠酒店                       | 堅彌地城海旁           |
| 34       | 山市街                         | 堅彌地城海旁           |
| 35       | 士美非路市政大廈               | 士美菲路               |
| 36       | 香港華人基督教聯會薄扶林道墳場 | 薄扶林道               |
| 37       | 瑪麗醫院                       | 薄扶林道               |
| 38       | 心光學校                       | 薄扶林道               |
| 39       | 明德村                         | 薄扶林道               |
| 40       | 薄扶林水塘道                   | 薄扶林道               |
| 41       | 薄扶林村                       | 薄扶林道               |
| 42       | 余振強紀念第二中學             | 薄扶林道               |
| 43       | 華富道                         | 石排灣道               |
| 44       | 興和街                         | 石排灣道               |
| 45       | 明愛張奧偉國際賓館             | 田灣街                 |
| 46       | 田灣商場                       | 田灣街                 |
| 47       | 保良局慧妍雅集書院             | 田灣山道               |
| 48       | 興偉工業中心                   | 田灣海旁道             |
| 49       | 牛奶公司冰廠及冷房             | 田灣海旁道             |
| 50       | 華貴邨                         | 華貴邨巴士總站         |

上午特別班次
| 華貴邨開 | 華貴邨開                       | 華貴邨開                 | 金鐘站開 | 金鐘站開                       | 金鐘站開                 |
| 序號     | 車站名稱                       | 位置                     | 序號     | 車站名稱                       | 位置                     |
| -------- | ------------------------------ | ------------------------ | -------- | ------------------------------ | ------------------------ |
| 1        | 華貴邨                         | 華貴邨巴士總站           | 1        | 金鐘站                         | 金鐘（東）公共運輸交匯處 |
| 2        | 牛奶公司冰廠及冷房             | 田灣海旁道               | 2        | 皇后像廣場                     | 干諾道中                 |
| 3        | 華富道                         | 石排灣道                 | 3        | 砵典乍街                       | 干諾道中                 |
| 4        | 余振強紀念第二中學             | 薄扶林道                 | 4        | 高樂花園                       | 干諾道西                 |
| 5        | 薄扶林村                       | 薄扶林道                 | 5        | 山道                           | 德輔道西                 |
| 6        | 薄扶林水塘道                   | 薄扶林道                 | 6        | 中遠酒店                       | 堅彌地城海旁             |
| 7        | 嘉林閣                         | 薄扶林道                 | 7        | 山市街                         | 堅彌地城海旁             |
| 8        | 心光學校                       | 薄扶林道                 | 8        | 士美菲路市政大廈               | 石山街                   |
| 9        | 瑪麗醫院                       | 薄扶林道                 | 9        | 香港華人基督教聯會薄扶林道墳場 | 薄扶林道                 |
| 10       | 香港華人基督教聯會薄扶林道墳場 | 薄扶林道                 | 10       | 瑪麗醫院                       | 薄扶林道                 |
| 11       | 科士街                         | 科士街                   | 11       | 心光學校                       | 薄扶林道                 |
| 12       | 爹核士街                       | 吉席街                   | 12       | 明德村                         | 薄扶林道                 |
| 13       | 卑路乍灣公園                   | 堅彌地城海旁             | 13       | 薄扶林水塘道                   | 薄扶林道                 |
| 14       | 西祥街                         | 堅彌地城海旁             | 14       | 薄扶林村                       | 薄扶林道                 |
| 15       | 歌連臣街                       | 堅彌地城海旁             | 15       | 余振強紀念第二中學             | 薄扶林道                 |
| 16       |                                | 德輔道西                 | 16       | 華富道                         | 石排灣道                 |
| 17       | 山道                           | 德輔道西                 | 17       | 興偉工業中心                   | 田灣海旁道               |
| 18       | 嘉安街                         | 德輔道西                 | 18       | 牛奶公司冰廠及冷房             | 田灣海旁道               |
| 19       | 中山紀念公園                   | 諾道西                   | 19       | 華貴邨                         | 華貴邨巴士總站           |
| 20       | 港澳碼頭                       | 干諾道中                 |          |                                |                          |
| 21       | 中環（林士街）                 | 中環（林士街）巴士總站   |          |                                |                          |
| 22       | 怡和大廈                       | 干諾道中                 |          |                                |                          |
| 23       | 金鐘站                         | 金鐘（東）公共運輸交匯處 |          |                                |                          |

## 營運狀況
由於服務範圍及時間有限，加上班次並不頻密，除繁忙時間外客量偏低。此外，本線南區至堅尼地城一段，亦與專線小巴58及59線競爭，是此路線客量偏低的其中一個主因；而且本線途經薄扶林道，沿途沿線各站分站眾多。
隨著本線於平日早上後及假日全日延長至灣仔（北），由堅尼地城往灣仔（北）只需$3.6，比新巴18線及新巴18P線的全程收費$5.2還要便宜，而由灣仔港灣道至堅尼地城海旁一段更與新巴18P線完全相同，取消前能吸引部份往來堅尼地城至灣仔會展一帶的乘客。